# ساول كرسبو
ساول كرسبو (بالإسبانية: Saúl Crespo Prieto)‏ هو لاعب كرة قدم إسباني في مركز الوسط، ولد في 23 يوليو 1996 في بونفيرادا في إسبانيا. لعب مع بونفيرادينا.

## وصلات خارجية
- ساول كرسبو على موقع قاعدة بيانات كرة القدم.إي يو (الإنجليزية)
- ساول كرسبو على موقع Soccerway.com (الإنجليزية)